# دائرة المنصورة (إسبانيا)
دائرة المَنْصُورَة (بالإسبانية: Comarca del Almanzora)‏ هي دائرة بمقاطعة المرية بجنوب شرقي إسبانيا.